# Gypohierax angolensis
El buitre palmero o buitre de Angola (Gypohierax angolensis) es una especie de ave accipitriforme de la familia Accipitridae, la única de su género, ampliamente distribuida por las sabanas del África subsahariana. Posee un característico plumaje blanco y negro. No se reconocen subespecies.

## Comportamiento y ecología

### Alimentación
Algo poco habitual en las aves rapaces, el buitre palmero se alimenta principalmente de las cáscaras carnosas de los frutos de la palma aceitera y de los frutos de las palmeras rafia, así como de dátiles silvestres, naranjas, otras frutas, algunos cereales y semillas de acacia. Estas frutas constituyen más del 60% de la dieta de las aves adultas y más del 90% de la dieta de las aves juveniles. También se ha registrado que se alimenta de cangrejos (tanto de agua dulce como marinos), moluscos, ranas, renacuajos, peces, escarabajos peloteros, termitas, hormigas aladas, termitas aladas, langostas, pequeños mamíferos, aves y sus crías, serpientes, otros reptiles, incluso huevos y crías de reptiles, y se sabe que ocasionalmente ataca a aves de corral domésticas y se alimenta de carroña.

### Reproducción

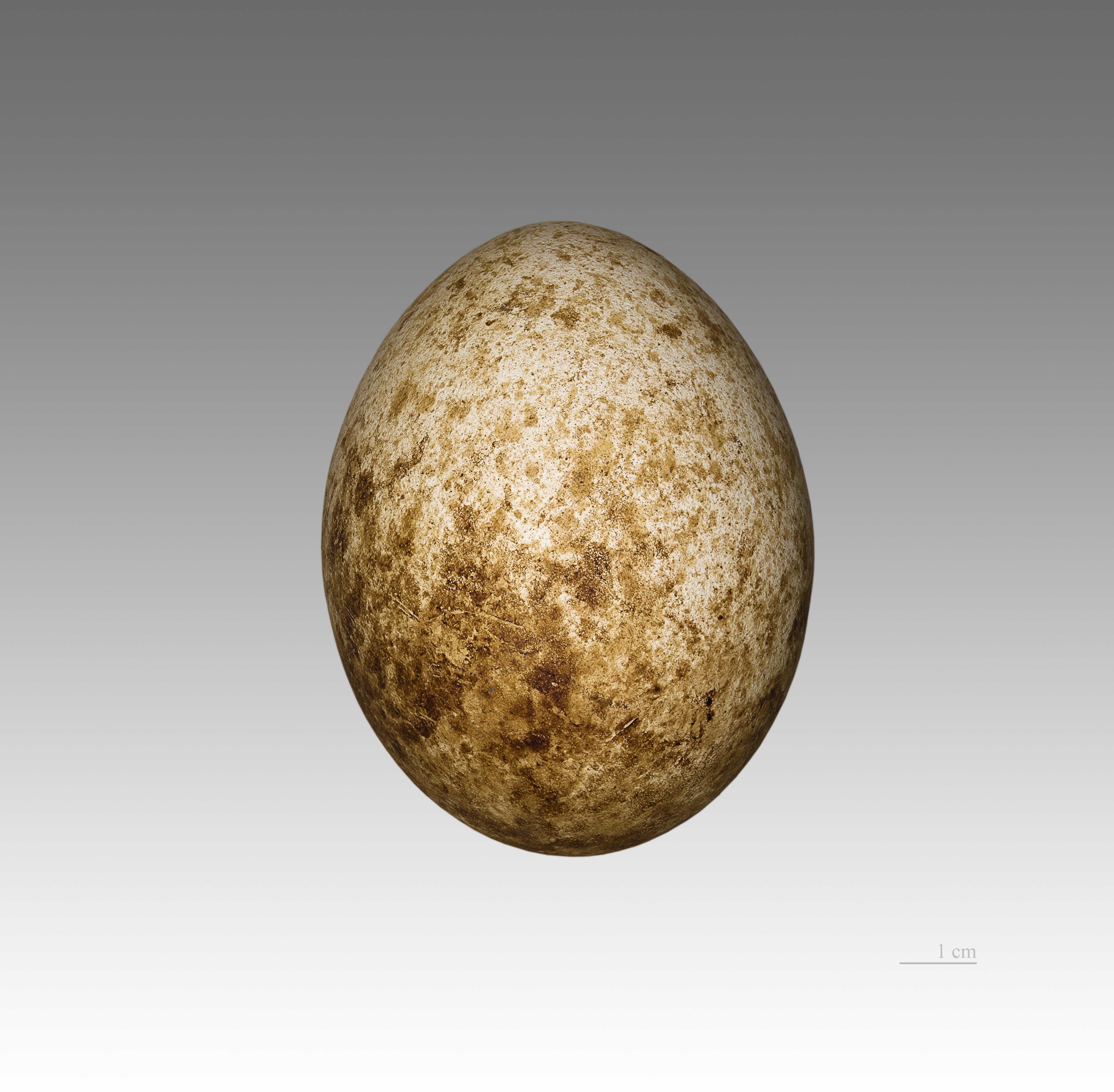
Huevo de Gypohierax angolensis

Las parejas reproductoras construyen nidos grandes hechos de ramas en lo alto de los árboles y suelen mostrar un fuerte apego al lugar donde anidan. Pueden permanecer en el lugar durante un año entero. En los lugares donde hay palmeras raphia, las parejas reproductoras construyen un nido en la base de las hojas de las palmeras. Al comienzo de la temporada de cría, las parejas se elevan juntas en una exhibición aérea de volteretas y picados, mucho más acrobática que la mayoría de los buitres. Durante cada ciclo reproductivo, ponen un solo huevo blanco y marrón, que es incubado por ambos sexos, durante un período de cuatro a seis semanas. Normalmente, alrededor de 85 a 90 días después de la eclosión, los polluelos marrones emplumarán.